# Tantan
Tantan (arab. طانطان, fr. Tan-Tan) – miasto w południowym Maroku, w regionie Kulmim-As-Samara, w dolinie Wadi Bin Chalil, łączącej się z doliną rzeki Dara kilkanaście kilometrów na północ od miasta. Tantan liczy ok. 71 tys. mieszkańców, w większości dawnych berberskich nomadów, do dziś noszących tradycyjne, błękitne stroje.
Na przełomie maja i czerwca w Tantanie odbywa się tradycyjny targ wielbłądów. Miasto znane jest także jako miejsce rozpoczęcia Zielonego Marszu z 1975 roku oraz miejsce znalezienia figurki Wenus z Tan-Tan.